# Рабинович, Михаил Владимирович
Михаил Владимирович Рабинович (7 октября 1901, Брест-Литовск — 27 декабря 1977, Москва) — советский военачальник, генерал-майор танковых войск.

## Биография
Окончил курсы «Выстрел» (1928 г.), бронетанковые курсы (1931 г.). В Красной Армии с 1919 г. Участник советско-финляндской войны 1939—1940 гг. В Великую Отечественную войну с 1941 года на Карельском, Северо-Западном, 2-м Белорусском фронтах: командующий бронетанковыми и механизированными войсками армии, фронта. С 1944 г. — в центральном аппарате Наркомата обороны СССР, в 1946—1954 гг. — в Советской Армии.